# Тевосян Іван Федорович
Іван Федорович (Ованес Тевадросович) Тевосян (4 січня 1902 року (22 грудня 1901 року за ст. ст.), місто Шуша Єлизаветпольської губернії, тепер Азербайджан — 30 березня 1958, місто Москва) — радянський державний і партійний діяч, заступник голови Ради Міністрів СРСР. Член Центральної контрольної комісії ВКП(б) у 1930—1934 роках. Член ЦК КПРС в 1939—1958 роках. Кандидат у члени Президії ЦК КПРС з 16 жовтня 1952 до 5 березня 1953 року. Депутат Верховної Ради СРСР 1—5-го скликань. Герой Соціалістичної Праці (30.09.1943).

## Біографія
Народився в родині кравця-кустаря в місті Шуша Елизаветпольской губернії (Нагірний Карабах). У родині було четверо дітей. У 1906 році родина втекла з Шуші і оселилася в Баку.
Закінчив православну церковноприходську школу, а у 1918 році — трирічну торгову школу в Баку. Після її закінчення працював у Волзько-Бакинському нафтовому товаристві конторником, рахівником, помічником бухгалтера. Одночасно вечорами навчався екстерном у Бакинській гімназії.
Член РКП(б) з липня 1918 року.
Перебував у Бакинському більшовицькому підпіллі, у 1919 році був членом підпільного міського комітету РКП(б), секретарем підпільного Міського районного комітету РКП(б) в Баку. Арештовувався мусаватистською владою, декілька місяців провів у в'язниці. У квітні 1920 року брав участь в більшовицькому повстанні у місті Баку.
З 28 квітня 1920 по 1921 рік — відповідальний секретар Бакинського міського районного комітету РКП(б), а також член Центрального правління спілки робітників нафтової і металургійної промисловості міста Баку та член Бакинської Ради професійних спілок. Як делегат Х з'їзду РКП(б) був учасником придушення Кронштадтського повстання (1921).
З 1921 року навчався в Московській гірничій академії на металургійному факультеті (закінчив у 1927), був секретарем партійного бюро академії і одночасно працював заступником завідувача відділу пропаганди і агітації Замоскворецького райкому партії.
З липня 1927 працював помічником майстра, майстром, начальником сталеплавильних цехів, а з листопада 1930 по серпень 1931 року — головним інженером заводу «Електросталь» Московської області. У 1929—1930 роках перебував у відрядженнях на металургійних заводах у Німеччині, Чехословаччині та Італії.
На XVI з'їзді ВКП(б) був обраний членом ЦКК-РСІ і мав бути призначений завідувачем відділу чорної металургії ЦКК-РСІ, однак, не захотів обіймати цю посаду і попросив Орджонікідзе послати його працювати на завод «Електросталь».
У серпні 1931 — грудні 1936 року — керуючий об'єднання заводів якісних сталей і феросплавів «Спецсталь» Народного комісаріату важкої промисловості СРСР.
У грудні 1936 — травні 1937 року — начальник VII головного (броньового) управління Народного комісаріату важкої промисловості СРСР. У травні — червні 1937 року — головний інженер Народного комісаріату оборонної промисловості СРСР.
У червні — жовтні 1937 року — начальник Головного управління морської суднобудівної промисловості Народного комісаріату оборонної промисловості СРСР — заступник народного комісара оборонної промисловості СРСР.
У жовтні 1937 — січні 1939 року — 1-й заступник народного комісара оборонної промисловості СРСР.
11 січня 1939 — 17 травня 1940 року — народний комісар суднобудівної промисловості СРСР.
17 травня 1940 — 29 липня 1948 року — народний комісар (міністр) чорної металургії СРСР. Під час німецько-радянської війни керував роботою із евакуації металургійних підприємств Півдня та Центру у східні райони СРСР.
29 липня 1948 — 13 червня 1949 року — міністр металургійної промисловості СРСР.
З 12 червня 1949 року — голова Бюро Ради Міністрів СРСР по металургії і геології.
13 червня 1949 — 15 березня 1953 року — заступник голови Ради Міністрів СРСР. Одночасно, 28 грудня 1950 — 15 березня 1953 року — міністр чорної металургії СРСР.
15 березня 1953 — 8 лютого 1954 року — міністр металургійної промисловості СРСР.
Одночасно, 7 грудня 1953 — 28 грудня 1956 року — заступник голови Ради Міністрів СРСР та голова Бюро Ради Міністрів СРСР по металургії, вугільній промисловості і геології.
30 грудня 1956 — 30 березня 1958 року — надзвичайний і повноважний посол СРСР в Японії.
У вересні 1957 року важко захворів на рак, вилетів до Москви на лікування. Після смерті був кремований, прах поміщений в урні у Кремлівській стіні на Красній площі у Москві.

## Нагороди
- Герой Соціалістичної Праці (30.09.1943) — за виняткові заслуги перед державою в області організації виробництва якісної і високоякісного металу для всіх видів озброєння, танків, авіації і боєприпасів у важких умовах воєнного часу
- п'ять орденів Леніна (23.03.1935, 30.09.1943, 31.03.1945, 3.09.1948, 3.01.1952)
- три ордени Трудового Червоного Прапора (29.03.1939, 24.11.1942, 14.11.1951)
- медаль «За трудову доблесть» (5.06.1949).